# Saint-Flour, Cantal
Saint-Flour là một xã trong tỉnh Cantal, thuộc vùng hành chính Auvergne-Rhône-Alpes của nước Pháp, có dân số là 6625 người (thời điểm 1999). Saint-Flour là thành phố lớn thứ nhì trong tỉnh Cantal, sau Aurillac.

## Nhân khẩu học
| 1962  | 1968  | 1975  | 1982  | 1990  | 1999  |
| ----- | ----- | ----- | ----- | ----- | ----- |
| 5 846 | 5 997 | 7 272 | 7 950 | 7 417 | 6 625 |

## Những người con của thành phố
- Jacques Paul Migne, linh mục